# Rolf Edling
Rolf Erik Sören Edling  (30 de noviembre de 1943) es un deportista sueco que compitió en esgrima, especialista en la modalidad de espada.
Participó en cuatro Juegos Olímpicos de Verano entre los años 1968 y 1980, obteniendo una medalla de oro en Montreal 1976 en la prueba por equipos. Ganó diez medallas en el Campeonato Mundial de Esgrima entre los años 1969 y 1978.

## Palmarés internacional
| Juegos Olímpicos   | Juegos Olímpicos         | Juegos Olímpicos  | Juegos Olímpicos   |
| Año                | Lugar                    | Medalla           | Prueba             |
| ------------------ | ------------------------ | ----------------- | ------------------ |
| 1976               | Montreal (Canadá)        | Medalla de oro    | Espada por equipos |
| Campeonato Mundial |                          |                   |                    |
| Año                | Lugar                    | Medalla           | Prueba             |
| 1969               | La Habana (Cuba)         | Medalla de bronce | Espada por equipos |
| 1971               | Viena (Austria)          | Medalla de bronce | Espada individual  |
| 1971               | Viena (Austria)          | Medalla de bronce | Espada por equipos |
| 1973               | Gotemburgo (Suecia)      | Medalla de oro    | Espada individual  |
| 1974               | Grenoble (Francia)       | Medalla de oro    | Espada individual  |
| 1974               | Grenoble (Francia)       | Medalla de oro    | Espada por equipos |
| 1975               | Budapest (Hungría)       | Medalla de oro    | Espada por equipos |
| 1977               | Buenos Aires (Argentina) | Medalla de oro    | Espada por equipos |
| 1977               | Buenos Aires (Argentina) | Medalla de plata  | Espada individual  |
| 1978               | Hamburgo (RFA)           | Medalla de bronce | Espada por equipos |